# Флорделл-Гіллс (Міссурі)
Флорделл-Гіллс (англ. Flordell Hills) — місто (англ. city) в США, в окрузі Сент-Луїс штату Міссурі. Населення — 724 особи (2020).

## Географія
Флорделл-Гіллс розташований за координатами 38°43′2″ пн. ш. 90°15′54″ зх. д. / 38.71722° пн. ш. 90.26500° зх. д. (38.717337, -90.264906).  За даними Бюро перепису населення США в 2010 році місто мало площу 0,29 км², уся площа — суходіл.

## Демографія
Згідно з переписом 2010 року, у місті мешкали 822 особи в 313 домогосподарствах у складі 213 родин. Густота населення становила 2861 особа/км².  Було 387 помешкань (1347/км²).
Расовий склад населення:
| - 90,8 % — чорних або афроамериканців - 5,8 % — білих - 0,2 % — корінних американців - 0,1 % — азіатів - 1,3 % — осіб інших рас |

До двох чи більше рас належало 1,7 %. Частка іспаномовних становила 1,7 % від усіх жителів.
За віковим діапазоном населення розподілялося таким чином: 27,9 % — особи молодші 18 років, 64,4 % — особи у віці 18—64 років, 7,7 % — особи у віці 65 років та старші. Медіана віку мешканця становила 32,2 року. На 100 осіб жіночої статі у місті припадало 85,6 чоловіків;  на 100 жінок у віці від 18 років та старших — 74,9 чоловіків також старших 18 років.
Середній дохід на одне домашнє господарство  становив 36 027 доларів США (медіана — 34 167), а середній дохід на одну сім'ю — 35 096 доларів (медіана — 32 404). Медіана доходів становила 30 227 доларів для чоловіків та 24 524 долари для жінок. За межею бідності перебувало 23,6 % осіб, у тому числі 23,7 % дітей у віці до 18 років та 17,0 % осіб у віці 65 років та старших.
Цивільне працевлаштоване населення становило 367 осіб. Основні галузі зайнятості: освіта, охорона здоров'я та соціальна допомога — 30,0 %, транспорт — 13,4 %, науковці, спеціалісти, менеджери — 8,4 %, мистецтво, розваги та відпочинок — 8,2 %.